# Сербская фамилия
Сербские фамилии (серб. српско презиме) являются неотъемлемой частью сербской ономастики.
Фамилии сербов, а также хорватов, боснийцев, черногорцев, белорусов и изредка — македонцев и словенцев, напоминают русские отчества, так как оканчиваются на суффиксы -вич/ич. И это неспроста, так как сербские фамилии, как и фамилии большинства европейских народов, происходят от отчеств. Первый суффикс больше распространён среди сербов, в то время как второй — среди хорватов. Также распространён суффикс -ица, намного реже встречаются суффиксы -ски, -чки (Александр Пиперски, Станислав Бинички) и -ов/-ев, являющиеся основными среди македонцев и болгар (у сербов встречаются преимущественно в Воеводине), суффиксы -ель (например, Воислав Шешель), -ия (например, Раде Шербеджия), -ац и -ар. Сербы Хорватии и Воеводины дворянского происхождения могут носить фамилии с немецким суффиксом -ман (например, Матея Кежман, Огнен Короман).
Как правило, суффикс -вич образуется от имён с окончанием на -о или -е (Обренович, Бранкович), в случае, если фамилия образуется от имени, заканчивающейся на -о, то используются суффиксы как и -ич (Лукич, Николич, Недич), так и -вич (Божович/Божаич, Пераич/Перович).
Фамилии у женщин не изменяются по окончаниям и не склоняются (Слободану Милошевичу, но Миле Йовович)

## Способы образования фамилий
- От имён:
  - От мужских имён (Йованович, Иванович, Петрович, Михайлович, Николич, Никшич, Вукович, Вукоевич, Вуич, Вуйович, Вучетич, Вучевич, Срджанович, Милорадович, Малкович, Милошевич, Родолюбович, Лукович, Урошевич, Бранкович, Милетич, Стаменкович, Томич, Савич, Лазаревич, Гойкович, Цвиянович, Йович, Андреич, Андрич, Дамьянович, Марьянович, Ачимович, Йовичич, Джукич, Джуканович, Милоевич, Живоинович, Пантелич, Благоевич)
  - От женских имён (Марич, Сарич, Недич, Надеждич, Миличич, Елич, Маринич, Анич, Любич, Вишнич, Синджелич)
- От прозвищ, характеризующих носителя (Белич или Белович, Красич, Чосич (безбородый), Жигич (громкий, шумный, примерный русский эквивалент — Громов), Тубич (Трубин), Стаменкович (крепкий, примерный русский аналог — Твердовский)[2], Брадич, Бркович/Бркич (усатый, русский аналог — Усачёв), Модрич (синий, примерные русский аналоги — Синцов, Синельников), Дебеляк (толстый), Трбович, Трбоевич (брюхастый, примерный русский аналог — Брюханов))
- От названий животных и растений (пласт фамилий, образованных от имени-оберега Вук (то есть волк), см. выше; Шаранов, Шаранчич или Шаранович (Карпов), Паунович (Пауков), Вранеш, Вранешевич, Гавранчич, или Гавранович (Воронов)[2], Косич или Косович, Косовац (Дроздов, также означает, что носитель родом из Косова), Бикович (Быков), Ежич (Ежов), Зец, Зечевич (Зайцев), Лисичич (Лисовский, Лисин) Кобилич (Кобылин), Ябланович (Тополь), Яворович (Клёнов), Ружич (Розовский), Цветич (Цветков))
- От профессии носителя (Попович (русский эквивалент — Попов), Рибар (Рыбаков), Ковачевич, Ковач (Кузнецов, Ковалёв, Коваленко), Качар (Бондарев, Бондаренко, Бочаров), Коларов (Каретников, менее близкий эквивалент — Телегин), Жигич (Клейменов, Печатников), Вештица или Вьештица (Колдунов)[2], Капетанович (может происходить не только от воинского звания капитана, но и от титула градоначальника в Османской империи), Айдук или Айдучич (гайдук), Чобанович (Пастухов, Чабанов), Мештер, Мештерович (мастер, дока))
- От названии предмета — Бродович и Бродич (Лодкин)
- От титула предков носителя — Краль (Королёв), Цар (Царёв), Войводич (Воеводин, также означает, что носитель родом из Воеводины)
- От места проживания (Полич, Сремич или Сремац (родом из Срема), Семберац (родом из Семберии), Эрделянович (родом из Трансильвании)), Шумадинац (родом из Шумадии)
- От принадлежности к определённой этнической группе (Бугарски, Циганович или Цыганович, Арнаут или Арнаутович (Арнауты — этнографическая группа албанцев), Хорват, Боснякович, Боснич, Босняк, Словакович, Влахович, Влашкович, Црногорац, Грчич (грек, русский эквивалент — Греков), Немчич (русский эквивалент — Немцов), Арап, Маджар, Маджаревич (венгр).

## Происхождение
Абсолютное большинство сербских фамилий имеют славянское или греческое происхождение, так как образованы от славянских или греческих имён. Тем не менее, в связи с влиянием соседних государств, которые иногда захватывали территорию современной Сербии, существуют имена венгерского (Сабовлевич, Кочияшевич, Вас, Ковач), турецкого и арабского (Халидович, Шерифович, Реджепович, Хаджич, Челикович), аромынского (Штерич), еврейского (Штернич, Исакович), украинского (Пироганович, Куприевич), румынского (Торлак) и албанского происхождения (Зогович, ср. Зогу, Люмович, Бурмазович, ср. Бурмази, Кастратович, ср. Кастрати, Джокович, ср. Гьока/Гиока/Гйока (алб. Gjoka), Дедич, Балич, Башич, ср. Баша, Скендерович, ср. Скендер, Бакалович, Джутович). Фамилии албанского происхождения преимущественно встречаются в Косово и Черногории.

## Список самых популярных фамилий в Сербии
Данный список составлен на основе данных, собранных в результате исследования, проведённого в 2015 году. Число носителей всех этих фамилий составляет 717 тыс. человек, то есть примерно 10 % от всего населения Сербии
| Имя        | Оригинал   | Число носителей |
| ---------- | ---------- | --------------- |
| Йованович  | Јовановић  | —               |
| Петрович   | Петровић   | —               |
| Маркович   | Марковић   | —               |
| Джорджевич | Ђорђевић   | —               |
| Стоянович  | Стојановић | —               |
| Илич       | Илић       | —               |
| Станкович  | Станковић  | —               |
| Павлович   | Павловић   | —               |
| Милошевич  | Милошевић  | —               |

### Самые популярные фамилии в Косове
Ниже представлен список самых популярных фамилий среди сербского населения Республики Косово, не признанной Сербией и территория которой не контролируется ею. Список был составлен на основе данных, собранных в результате регистрации избирателей на парламентских выборах в 2010 году. Согласно ним, сербское окончание -ич и производные от него являются самыми распространённым в Косове, обгоняя албанские.
| Имя        | Оригинал   | Число носителей | %    |
| ---------- | ---------- | --------------- | ---- |
| Йованович  | Јовановић  | 2012            | 2,47 |
| Стоянович  | Стојановић | 1158            | 1,42 |
| Маркович   | Марковић   | 940             | 1,15 |
| Джорджевич | Ђорђевић   | 904             | 1,11 |
| Костич     | Костић     | 865             | 1,06 |
| Станкович  | Станковић  | 836             | 1,03 |
| Ристич     | Ристић     | 813             | 1,00 |
| Николиич   | Николић    | 804             | 0,99 |
| Трайкович  | Трајковић  | 800             | 0,98 |
| Симич      | Симић      | 799             | 0,98 |